# 단측-양측 검정

양측검정(two tailed test)

가설 검증인 통계적 유의성 검정에서 단측 검정(one tailed test,one-sided test)과 양측 검정(two tailed test,two-sided test)은 검정 통계 측면에서 데이터 집합에서 추론된 매개 변수의 통계적 유의성을 계산하는 대체 방법이다. 양측 테스트는 예상값이 특정값 범위보다 크거나 작은 경우에 적합하다(예 : 응시자가 특정 범위의 점수보다 높거나 낮을 수 있는지 여부). 이 방법은 귀무 가설 테스트에 사용되며 추정값이 임계 영역에 존재하는 경우 귀무 가설에 대해 대립 가설이 허용된다. 단측 테스트는 추정 값이 기준 값에서 왼쪽 또는 오른쪽 방향으로만 벗어나지만 둘다는 아닌 경우에 적합하다. 예를 들어 기계가 1% 이상의 불량 제품을 생산하는지 여부를 들 수 있다. 이 상황에서 추정값이 관심 방향(보다 크거나 작음)에 따라 단측 임계 영역중 하나에 존재하면 귀무가설(영가설)에 대해 대립 가설이 허용된다. 대체 이름은 일방향 및 양방향 테스트이다. 측으로 묘사되는 꼬리(tailed)라는 용어는 관측치가 귀무 가설을 거부하는 분포의 극단 부분이 작고 종종 정규 분포에서  종모양의 정규분포곡선 양끝처럼 0을 향해 꼬리모양으로 떨어져내려가는 것과 관련있다.

## 양측검정
양측검정(兩側檢定) 또는 양방향 검증(two-sided test, two tailed test)은 통계학의 가설검증(hypothesis test)에서  검정량이 기각치(棄却値) 이하이거나 이상이면 귀무가설(영가설,H0)을 기각하는 검정을 가리킨다.

## 단측검정
단측검정(單側檢定) 또는 일방향 검증(one-sided test, one tailed test)은 표본 분포의 한쪽에 관심을 가지고 시행하는 검정 방법. 가설을 검정하는 데 있어서 한쪽 측면을 검정 기준으로 기각 영역(rejection region)을 설정하여 검정한다.

## 같이 보기
- 분산 분석